# Kveiteskjeret

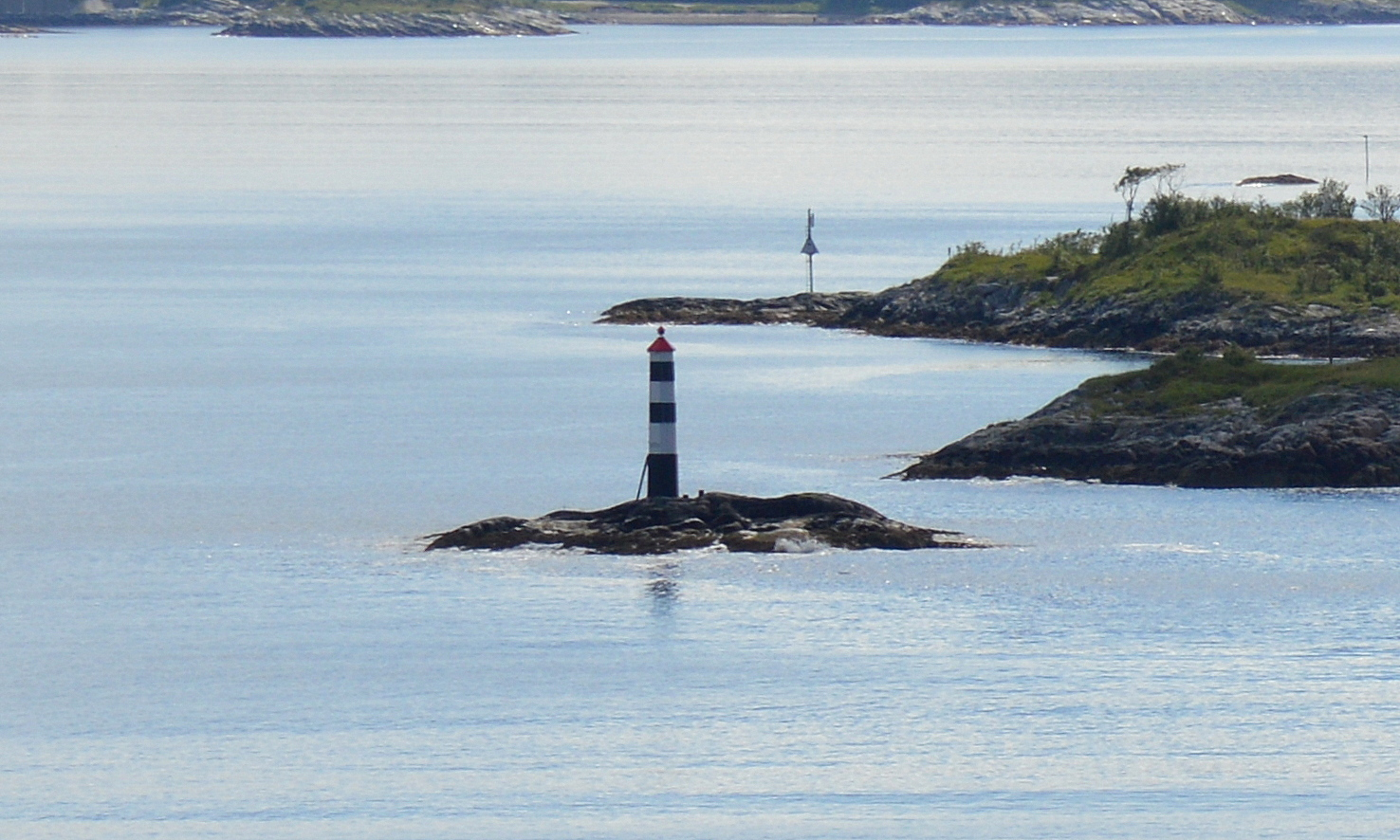
Kveiteskjeret

Kveiteskjeret ist eine unbewohnte Schäreninsel im Heissafjorden in Norwegen und gehört zur Gemeinde Sula der norwegischen Provinz Møre og Romsdal. 
Sie liegt nahe dem südlichen Ufer des Fjords, nördlich des Orts Langevåg. Nördlich der Insel führt die Schifffahrtsroute zum ebenfalls nahe gelegenen Hafen von Ålesund vorbei. Auf der Insel ist ein Seezeichen installiert. Kveiteskjeret ist von weiteren Schären umgeben. Südöstlich liegen Brattholmen und Storholmen.
Die felsige Insel verfügt nur über eine spärliche Vegetation. Sie hat eine Ausdehnung von etwa 20 mal 30 Metern.